# Каталонія
Катало́нія (кат. Catalunya, окс. Catalonha, ісп. Cataluña), офіційна назва Автоно́мна спільно́та Катало́нія (кат. Comunitat Autònoma de Catalunya, ісп. Comunidad Autónoma de Cataluña, аранською говіркою окс. Comunitat Autonòma de Catalonha) — адміністративний регіон (іспанська автономна спільнота) на північному сході Іспанії між середземноморським узбережжям і Піренеями. Регіон має свою мову та культурні особливості, а також сучасну високорозвинену економіку. 27 жовтня 2017 року парламент Каталонії проголосував за незалежність регіону від Іспанії, а верхня палата іспанського Сенату у відповідь уповноважила уряд Іспанії на пряме управління регіоном.

## Етимологія термінаКаталонія
Див. також: Походження етноніму «каталонці»
Топонім Каталонія вперше зустрічається XII ст. у період феодальної роздрібненості на території Іспанської марки. Він з'явився на Піренейському п-ві в епоху протистояння християнських держав мусульманським завойовникам.
У період феодалізму у Каталонії васал власника феоду називався кастла́ (кат. castlà), тобто володар замку, від чого, за цією версією, і походить назва Каталонія. Інше можливе тлумачення слово кастла — не володар, а просто мешканець замку. Також відомо, що вже у XII ст. латинське слово cathalani означало як каталонців, так і жителів (або володарів) замків.
За іншою версією, слово Каталонія є похідним від самоназви германського племені вестготів, які захопили ці землі під час розпаду Римської імперії (з V ст. до 718 р.). За цією версією назва Каталонія походить від слова Gotholàndia або Gotalàunia — «земля готів» (латинізоване Gothland): франки часто називали території на південь від Піренеїв «готськими землями».
Існує також версія, яка пов'язує слово Каталонія з арабською назвою замку у м. Монсон у провінції Уеска в Автономній області Іспанії Арагоні: арабською він називався Калат-Талунійя, і нібито саме цю назву араби перенесли на всі території, розташовані на схід від цієї місцевості, тобто на сьогоднішню Каталонію.
Достеменно відомо, що вперше Каталонію стали так називати з часу правління короля Хайме І Арагонського у XIII ст., до того вживаючи для позначення цих земель винятково назву Барселонське графство.
Сьгодні термін «Каталонія» вживається як для позначення Автономної спільноти Каталонія в Іспанії, так і в ширшому розумінні «Історична Каталонія», що зазвичай позначає територію середньовічного та ранньомодерного Каталонського князівства, яке складалось з сучасної Автономної області Каталонії в Іспанії та регіону «Північна Каталонія» у Франції (сучасний французький департамент Східні Піренеї). Радикальні каталонські політики пропагують вживання терміну «Каталонія» ще більш широко, включаючи до нього і так звані «Каталонські землі», тобто усі середземноморські території, які за середньовіччя перебували у сфері впливу Арагонського королівства (складовою частиною якого була Каталонське князівство), і населення яких у теперішній час, хоча б частково, говорить каталанською мовою.

## Географія
| Піренеї Передпіренеї Центральнокаталонська низовина Підвищення | Трансверсальні Кордильєри Приприбережні Кордильєри Прибережні Кордильєри Прибережна низовина |

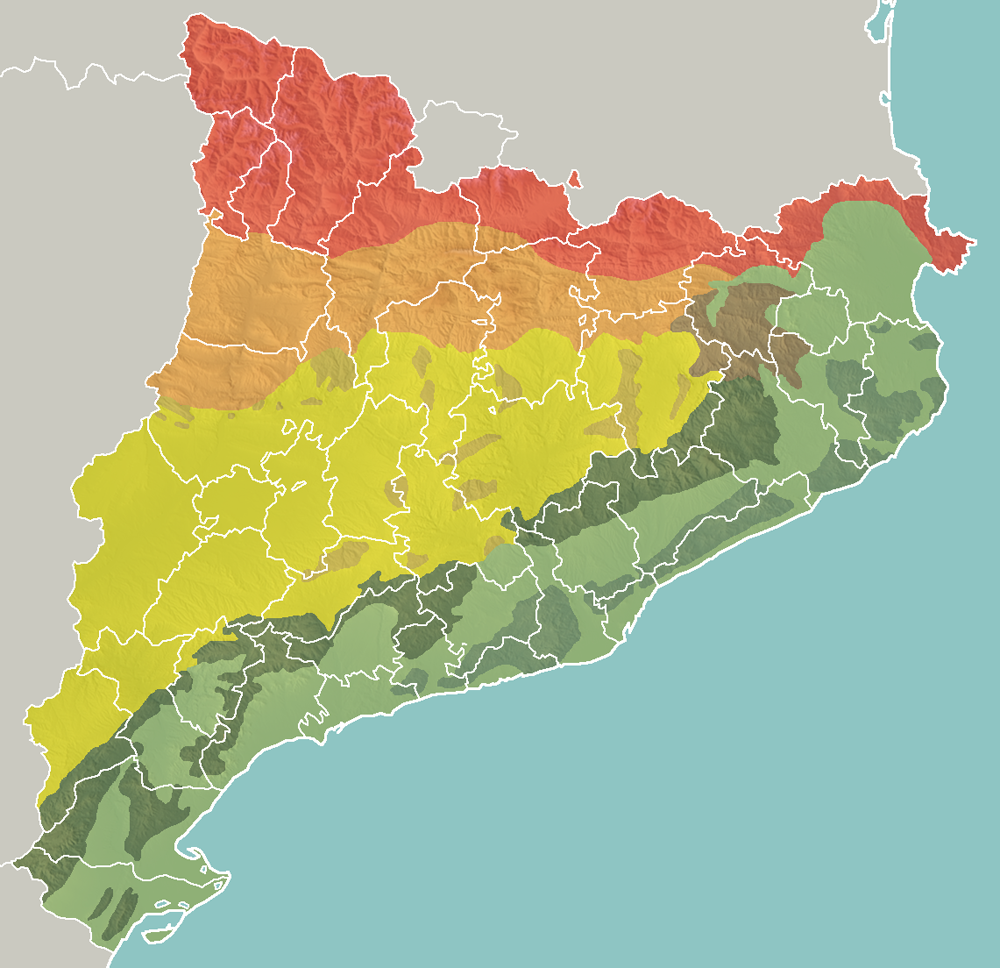
Рельєф Каталонії:

Автономна область Каталонія знаходиться у північно-східній частині Іберійського півострова. Узбережжя Каталонії завдовжки 580 км омивається Середземним морем, на півночі регіон межує з Францією та Андоррою, на заході та півдні — з автономними областями Іспанії Арагон та Валенсія. Каталонія займає територію 32 тис. км².
Каталонія розташована на стику північно-східної частини Іберійського півострова з континентом і поділяється на три великі географічні зони: два гірські райони Піренеї та Прибережні Кордильєри, а також Центрально-каталонську низовину. Цей рельєфний комплекс створює величезну розмаїтість пейзажів: від високих Піренейських гір до дивних геологічних утворень Монсаррату та згаслих вулканів Ла-Гарротча.
Середземне море омиває узбережжя Коста-Брава, Коста Марезма (Марезме) та Коста-Дорада з їхніми широкими і знаменитими пляжами.
Каталонія характеризується помірним кліматом і контрастним гідрографічним укладом, з гірськими річками, що протікають вузькими ущелинами, та впадають у великі річки, як-от річка Ебро. Національні парки й інші захищені місця створюють екологічне багатство цього регіону.

## Історія

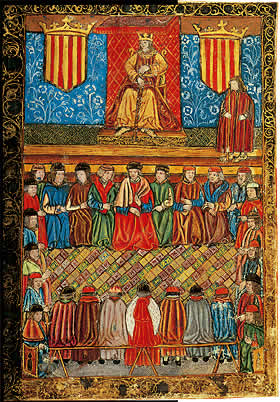
«Кортс каталанас» — каталонський парламент, мініатюра сер. XV ст.

Перші поселення доісторичної людини на території сучасної Каталонії датуються початком середнього палеоліту.
В античну епоху (у 1-му тис. до н. е.) Іберійський півострів заселяли іберійці, які зазнали кельтських впливів, створивши спільноту т. зв. кельто-іберійців у середині 1-го тис. В цей же час відбувається колонізація узбережжя фінікійцями та карфагенянами.
У 269 р. до н. е. річка Ебро стала першим військовим кордоном між Карфагеном та Римом. Як наслідок Пунічних війн уся територія нинішньої Каталонії увійшла до іберійських провінцій Риму.
З падінням Римської імперії (476 р.) на каталонських землях утвердилися візиготи (вестготи), які зазнали значної романізації. Візиготське королівство, поділене на численні провінції, не було стійким державним утворенням. За візиготів відбувалися численні сутички та збройні конфлікти, зокрема й перше повстання з метою виокремлення земель сучасної у Каталонії в осібне королівство під проводом герцога Паулюса у 672 році.
На початку VIII ст. Піренейський півострів зазнав берберо-мусульманської навали, втім уже до кінця того ж століття над каталонськими землями встановили контроль франкські королі, які поділили Каталонію між різними графствами.
З 877 р. на території Каталонії існувало Барселонське графство, якому на короткий період (за життя графа Вільфреда) вдалося об'єднати більшість каталонських земель. Протягом Х — поч. ХІІ ст. відбувалося підсилення та централізація Барселонського графства. У цей же час у письмових документах вперше згадується термін Каталонія.
У 1137 році Каталонія об'єдналася з королівством Арагон. Подальше правління королів Хайме І Завойовника (1213—1276) та Педро III Великого (1276—1285) вважається «золотим віком» каталонської історії, коли проводиться експансійна зовнішня політика, а всередині королівства панували каталонська мова та культура, розвивалися мистецтво та література. Цей сприятливий для розвитку Каталонії період тривав загалом до середини XIV ст., після чого — як внаслідок внутрішніх (зокрема переривання престолонаслідування), так і зовнішніх (передусім, підсилення Кастилії) причин — Каталонія стала провінцією об'єднаної Іспанії (з 1479 р.), що закріпив династичний шлюб Ізабели Кастильської та Фернандо II Арагонського (1492).
До 1714 р. Каталонії значною мірою вдавалося зберігати відносну політичну самостійність, але внаслідок Війни за іспанську спадщину (зокрема, битви під Барселоною (11 вересня 1714 р.), в якій ерцгерцог Карл VI, підтримуваний каталонською знаттю, програв іспанську корону Філіпу V — першому Бурбону на іспанському троні) права Арагонського королівства були скасовані.
У XVIII ст. на каталонських землях іспанський уряд проводив жорстку централізаторську політику. У цей же час активно зароджувався і розвивався капіталізм, який завдяки торгівлі з Америкою давав надприбутки.
З середини XIX ст. в Каталонії під проводом Баланті Алміраля поширився каталонський національний сепаратистський рух, підтримуваний каталаномовною інтелігенцією, було закладено підвалини теорії каталонського націоналізму (каталанізм, кат. El catalanisme).
Під час Іспанської революції (1932—1934, 1936—1939) Каталонія мала автономію. Зі встановленням режиму Франко (1939) автономію скасували. Лише після повалення франкістської диктатури автономію Каталонії відновили (вересень 1977), що законодавчо було закріплено у конституції Іспанії 1978 р.
18 червня 2006 р. у Каталонії відбувся референдум, за результатами якого 74 % тих, що проголосували, підтримали більшу самостійність своєї автономії, зокрема у правовій сфері. Нині за правовим статусом Каталонія є однією з найсамостійніших автономій у Євросоюзі.
Неоднозначну реакцію як всередині Каталонії, так і в іспанському політикумі та суспільстві, викликали результати консультативного референдуму щодо незалежності Каталонії в муніципалітеті Ареньш-да-Мун (перший в історії каталанських країн такий місцевий референдум щодо незалежності Автономної області Каталонія, що відбувся 13 вересня 2009 року в містечку Ареньш-да-Мун (кумарка Марезма), за якими понад 96 % тих, що проголосували, висловились за те, щоб «Каталонія стала правовою, незалежною, демократичною та соціально-орієнтованою державою, яка входила б до Європейського Союзу».
Докладніше: Рух за незалежність Каталонії
А вже 13 грудня 2009 року в Каталонії відбувся масштабніший неофіційний референдум щодо незалежності. У ньому взяли участь трохи менше 30 % осіб із правом голосу (в абсолютних цифрах — 700 тисяч мешканців зі 166 населених пунктів), але результат виявився так само далеко не на користь центрального уряду — 95 % із тих, хто проголосував, висловилися на підтримку незалежності Каталонії. Як і попереднє опитування в Ареньш-да-Мун, референдум не дає жодних юридичних наслідків, він має лише консультативний характер, та й проводився в малонаселених місцевостях. Та вже на весну 2010 року намічено проведення подібного опитування в Барселоні та інших великих містах Каталонії. Мадридська влада висловила значне занепокоєння тим фактом, що в таких референдумах беруть участь зокрема й місцеві чиновники та інші офіційні особи, які на практиці мали б відстоювати територіальну цілісність Іспанії.
Наразі визначальним етапом у справі майбутнього розвитку каталонської автономізації повинні також стати парламентські вибори 2010 року.
27 вересня 2015 року в Каталонії почалися вибори до місцевого парламенту. І хоча фактично йдеться про обрання депутатів, націоналістичні партії оголосили ці вибори новим плебісцитом з питання незалежності регіону. 28 вересня 2015 року на регіональних виборах в іспанській Каталонії абсолютну більшість голосів отримали прихильники незалежності регіону. Політичний блок «Разом до так» спільно отримав 72 місця в 135-місцевому регіональному парламенті, що дозволяє парламентській більшості оголосити незалежність від Іспанії в односторонньому порядку протягом 18 місяців.

## Політичний устрій

### Адміністративний поділ

Адміністративний поділ Каталонії на кумарки, провінції та багарії.

До складу регіону входять 4 адміністративні провінції: Барселона, Таррагона, Льєйда та Жирона. У свою чергу провінції діляться на 41 район (кумарку), а ті, у свою чергу, на 946 муніципалітетів.
Адміністративний центр Каталонії — місто Барселона.

### Міжнародні коди Каталонії
За системою ISO 3166-2 код Каталонії — CT, за системою NUTS — ES51, за системою FIPS PUB 10-4 — SP56.

### Самоврядування

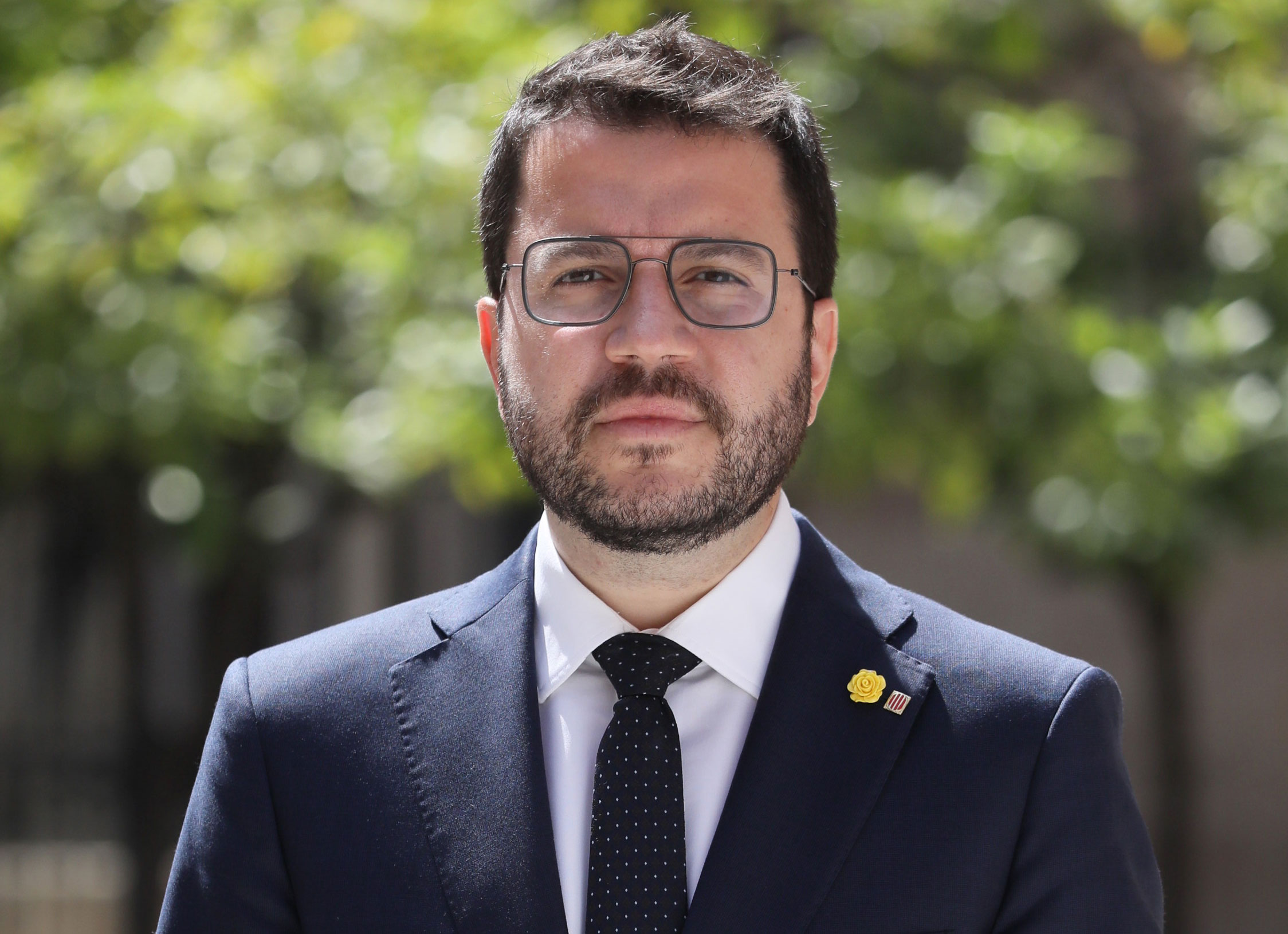
Пере Арагонес, президент Жанаралітату Каталонії (2021-).

Органами місцевого самоврядування Каталонії є парламент, голова уряду, уряд та три органи контролю за їх діяльністю: омбудсмен (кат. Síndic de Greuges), Консультаційна Рада та Рахункова палата (кат. Sindicatura de Comptes).
Голова уряду Каталонії — Пере Арагонес.
Голова Парламенту — Анна Ерра
Парламент складається з 135 депутатів. Від Барселони представлені 85 парламентарів, від Таррагони — 18, від Жирони — 17 та від Льєйди — 15. Прохідний бар'єр — 3 %. До складу Парламенту Каталонії нині входять: Соціалістична партія Каталонії (PSC), об'єднання «Конвергенція та Єднання» (CiU), Республіканська лівиця Каталонії (ERC), Народна партія (PP), Ініціатива за Каталонію - Зелені (ICV).

### Новий статут автономії
Новий Статут Автономії був ухвалений на всенародному референдумі 18 червня 2006 р. Відповідно до його положень, регіон є «національною реальністю у складі іспанської держави», а каталонці визнаються «окремою нацією». У згаданому документі розширено повноваження місцевого самоврядування, змінено статус «обмеженої автономії», який отримала Каталонія майже 25 років тому. Уряд Каталонії, за новим Статутом, набуває розширеної компетенції з питань фінансування, стягнення податків, забезпечення внутрішньої безпеки, адміністративного керування морськими портами та аеропортами, розташованими на її території. Статутом встановлюється принцип «договірних зобов'язань» у відносинах між урядом Іспанії та урядом Каталонії. Каталонія відіграватиме власну роль у відносинах з Європейським Союзом з питань, що стосуються повноважень місцевого уряду, або становлять інтерес для автономії. Режим перебування іноземців у Каталонії та повноваження щодо депортації осіб, які порушили міграційне законодавство, підтвердження дипломів про освіту, виданих в інших країнах, та надання академічних ступенів — усі ці функції, притаманні суверенній державі, передаються за новим Статутом до повноважень органів місцевого самоврядування. До бюджетних нововведень відносяться: створення власної податкової адміністрації Каталонії та втілення нової моделі розподілення податкових надходжень, зокрема з податку на додану вартість та податку на прибуток підприємств, з метою скасувати практику, коли грошові потоки з доволі заможної Каталонії через загальнодержавний бюджет надходять до бюджетів менш розвинених автономій та провінцій. Каталонія залишатиме за собою й повноваження скористатися правом «вето» щодо прийняття іспанських законів, які зачіпатимуть «законні інтереси регіону».

### Рух за незалежність
24 січня 2013 року Парламент Каталонії ухвалив декларацію про суверенітет.
9 листопада 2015 року Парламент Каталонії прийняв [Архівовано 4 грудня 2015 у Wayback Machine.] резолюцію про незалежність від Іспанії.
1 жовтня 2017 відбувся заборонений центральною владою референдум про незалежність під назвою «1-O» («1st of October»), який суперечить законодавству Іспанії. Незважаючи на заборону центральної влади, його було проведено за жорсткого протистояння поліції і нацгвардії Іспанії з одного боку і прихильників незалежності з іншого.
За даними влади регіону, незалежність Каталонії підтримали не менше 90 % його учасників. Явка, за даними каталонської влади, становила 42,3 %. Варто зазначити, що це далеко не перший подібний референдум в Каталонії і зазвичай його відвідують саме прихильники незалежності, а супротивники — бойкотують. Під час проведення референдуму мали місце жорстокі дії іспанської поліції щодо учасників референдуму, зокрема, одному з учасників протесту гумова куля потрапила в око.
27 жовтня 2017 року Парламент Каталонії ухвалив резолюцію про незалежність від Іспанії. За цю резолюцію проголосувало 70 депутатів, проти виступили 10, двоє утрималися.

### Національні символи

Герб Автономної області Каталонія.

Герб Каталонії, який історично належав графу Рамону Баранге IV, є одним з чотирьох найдавніших гербів у Європі, перші документовані згадки про нього датовані 1150 р. З 1137 по 1714 р.р. герб барселонських графів став гербом Арагонської корони. Зараз же він розміщений в третьому чотирикутнику, що входить до гербу Королівства Іспанія.
Штандарт Автономного уряду Каталонії, до якого входять три установи — парламент, уряд та голова уряду, був створений у 1932 р. Декретом від 2 квітня 1981 р. штандарту надано офіційний статус.
Прапор складається з чотирьох горизонтальних червоних та п'яти жовтих смуг. Статутом Каталонії, прийнятим у 1979 р., прапору надано офіційний статус.
Гімн Каталонії — «Els Segadors» («Женці») оспівує історичні події 1640 р. під час війни каталонських селян з Філіпом IV за свободу рідної землі. Автор сучасного тексту гімну (створеного на основі стародавньої пісні, адаптованої у 1899 р.) — Емілі Гуаньябентс, музична версія Франсеска Альо (датована 1892 р.). 25 лютого 1993 р. Парламент Каталонії ухвалив Закон про статус Національного гімну Каталонії.
Національний день Каталонії відзначається 11 вересня. Його затверджено рішенням Парламенту у 1980 р. на честь вшанування подій 1714 р., коли Барселона після 13 місяців оборони впала під натиском бурбонських військ Герцога Бервіка під час війни за іспанський трон. Внаслідок завоювання Каталонія втратила свої привілеї та права на власні державні установи, каталанська мова була заборонена. Національні герої — Рафа́ель Казан́ова (кат. Rafael Casanova) та Жуз́еп Мур́агас (кат. Josep Moragues).

## Демографія

### Населення
Населення регіону становить приблизно 7 мільйонів осіб. 60 % населення проживає в 45 містах (з 946 міст), здебільшого в Провінції Барселона (одна з 4 адміністративних провінцій Каталонії). Щільність населення становить 210 осіб на кв.км, у Барселоні — 2000 осіб на кв.км.
Упродовж різних періодів історії Каталонія ставала центром міграційних хвиль. В 1900 р. населення становило до 2 мільйонів осіб, у 1950—1970 роках досягло 5 мільйонів за рахунок мігрантів з Андалузії, Мурсії та Естремадури. За даними 2003 р., рівень народжуваності в регіоні становив 11,1 ‰, смертності — 9,1 ‰. Найчисельнішою є вікова група від 20 до 50 років. Середня тривалість життя в Каталонії — 80 років (один з найкращих показників у світі). За приблизними підрахунками, поза Іспанією у світі проживає до 200 тис. каталонців.

### Найбільші міста
| №  | Муніципалітет            | Район (кумарка)   | Населення |
| -- | ------------------------ | ----------------- | --------- |
| 1  | Барселона                | Барсалунес        | 1.595.110 |
| 2  | Л'Успіталет-да-Любрагат  | Барсалунес        | 251.848   |
| 3  | Бадалона                 | Барсалунес        | 216.201   |
| 4  | Тарраса                  | Бальєс-Уксідантал | 202.136   |
| 5  | Сабадель                 | Бальєс-Уксідантал | 201.712   |
| 6  | Таррагона                | Таррагунес        | 134.163   |
| 7  | Льєйда                   | Сагрія            | 127.314   |
| 8  | Матаро                   | Маресма           | 119.035   |
| 9  | Санта-Кулома-да-Граманет | Барсалунес        | 118.129   |
| 10 | Реус                     | Баш-Камп          | 101.767   |

## Економіка

### Економічний розвиток
Каталонія є одним з найважливіших індустріально-аграрних регіонів у Королівстві Іспанія. Промисловість Каталонії складається, головним чином, з автомобілебудівної, електротехнічної, хімічної, фармацевтичної та текстильної галузей. Потужним є виробництво устаткування та продукції важкого машинобудування, що експортується до багатьох країн світу.
У сільському господарстві зайнято 6 % активного населення автономії, на виробництві — 44 %, в сфері послуг — 50 %. Більшість населення працює у переробній галузі, текстильній промисловості та в портовому господарстві. Приватні малі та середні підприємства, на яких зайнято не більше 400 робітників, є основою економічного розвитку Каталонії. Економічний потенціал регіону зосереджений у Провінції Барселона.
При тому, що населення Каталонії становить лише 16 % від усього населення Іспанії, регіон виробляє майже 20 % національного продукту країни. Обсяг номінального ВВП, прийнятий до виконання Автономним урядом Каталонії у 2006 р., склав 179 433 млн євро.

### Міжнародна співпраця
Питома вага Каталонії у загальному зовнішньоторговельному обороті Королівства Іспанії за період січень-квітень 2006 р. становила 27,2 % за експортом та 29,4 % — за обсягом імпортних надходжень.
Головним торговим партнером Каталонії є держави-члени ЄС: питома вага цих країн становить 67 % від обсягів імпорту та 76 % від обсягів експорту Каталонії (домінуючі позиції утримують Німеччина та Франція). На країни, що не входять до Європейського Союзу, припадає 33 % за імпортом та 24 % за експортом товарів з Каталонії.
Порт Барселони є одним з найбільших в Європі, до якого одночасно можуть зайти 1700 суден. Саме через Барселону проходять маршрути численних круїзних лайнерів. Щороку Каталонію відвідують 16 млн туристів. В регіоні розташовано понад 5 тис. готелів.

## Транспорт
Каталонія має добре розвинуту транспортну мережу: морську, сухопутну та повітряну. Для доступу наземним транспортом існує розгалужена мережа автомобільних шосе та доріг, залізничних шляхів та аеропортів.

### Повітряний транспорт
Каталонія має розвинуту систему повітряного транспорту. Найбільші аеропорти:
- Міжнародний аеропорт Барселони — Ель Прат, розташований в п'ятнадцяти кілометрах від Барселони, є найважливішим в Каталонії і другим в Іспанії. Аеропорт має два великих термінали, які пропускають понад 55 мільйонів пасажирів на рік.
- Аеропорт Жирона — Коста-Брава, який використовується особливо бюджетними компаніями, є базою для трансферу туристів на Коста-Брава.
- Аеропорт Реус, орієнтований на туризм в провінції Таррагона. Трохи більше години їзди від Барселони.
- Аеропорт Сабадель не виконує комерційних рейсів, але підтримує авіацію представницького класу.
- Аеропорт Льєйда-Алґуайра, відкритий у 2010 році. Він є регіональним аеропортом для західних районів Каталонії та прилеглих районів Західної смуги.
- Аеропорт Андорра-Ла Сеу д'Уржель, закритий у 1984 році та знову відкритий у 2010 році. Це державний аеропорт, що обслуговує місто Ла-Сеу-д'Уржель і мікродержаву Андорра

### Морський транспорт
Двома основними портами Каталонії, як для перевезення пасажирів, так і вантажів, є порт Барселони та порт Таррагона, які також вважаються двома найважливішими портами Іспанії та Середземномор'я. Крім того, на каталонському узбережжі є велика кількість портів, які приймають рибальські судна та надають послуги для спортсменів.

### Автомобільна мережа

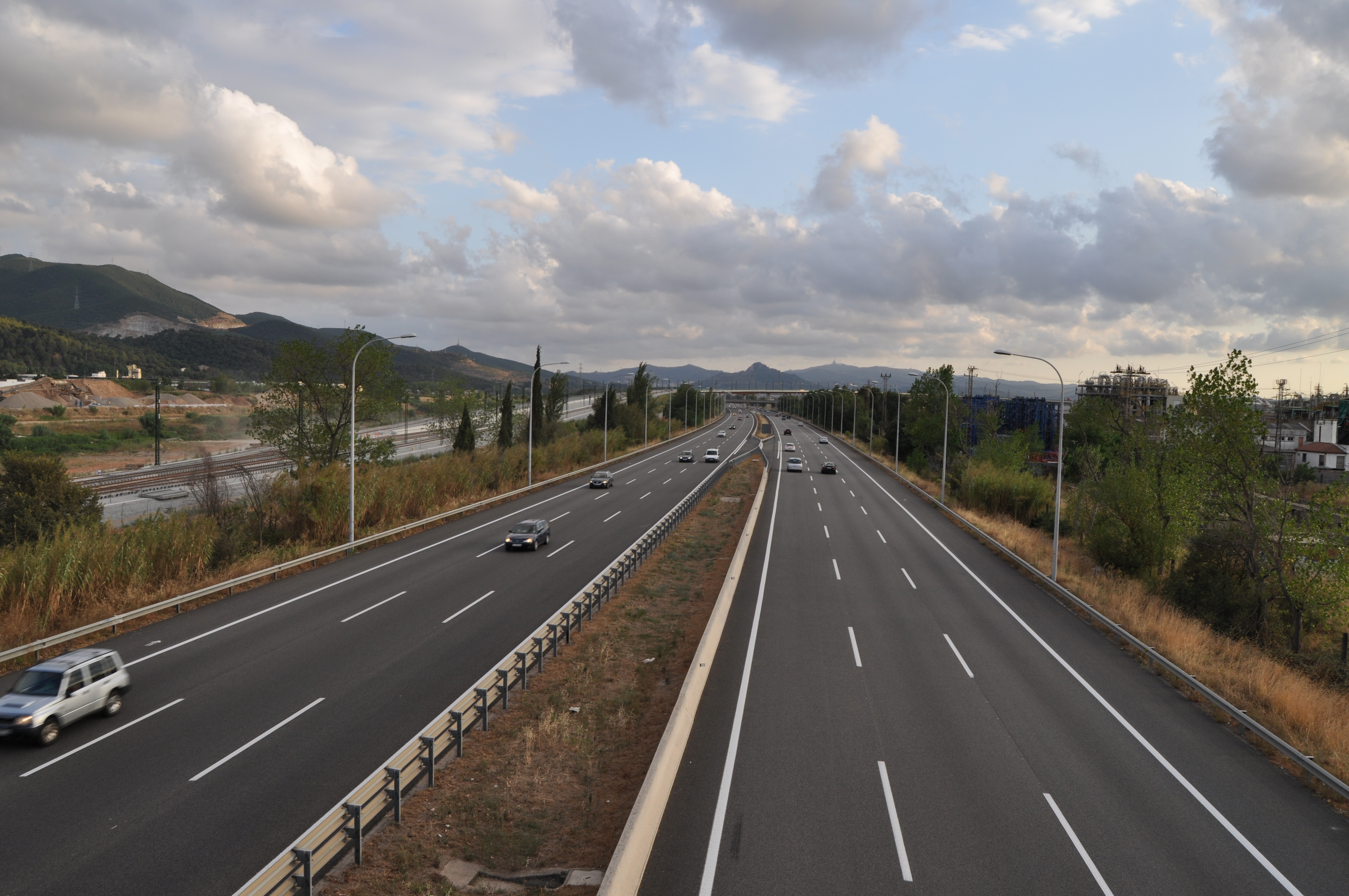
C-33 поблизу Моллет-дель-Вальєс

У Каталонії є 12 000 кілометрів доріг для автомобільного руху, хоча 10 843 з них з однією проїзною частиною. З 962 автомагістралей провінції 665 з митом і 307 платних. З цих 12 000 кілометрів 5600 відповідають дорогам, що належать Женералітату Каталонії, 4400 — провінційним радам і 1955 — Міністерству розвитку центральної адміністрації. Транспортна мережа окремих проїжджих частин Каталонії поділяється на шосе та автостради. Шосе, як правило, є платними, а автостради — безкоштовні та підтримуються Женералітатом Каталонії або Міністерством розвитку Іспанії.
Структура автострад централізована в напрямку Барселони.
Головна автомагістраль — AP-7 , відома як «Середземноморська автомагістраль», має велику пропускну здатність. Вона перетинає Каталонію, з'єднуючи Барселону з Ла-Жункерою та Валенсією. Ця магістраль має об'їзд, який з'єднує Молінс-да-Рей з Монтмело, уникаючи проїзду через місто Барселона.
C-33 — каталонська автомагістраль, яка з'єднує Барселону з автострадою AP-7 біля Монтмело .
Автомагістраль B-30 тягнеться з півночі на південь від Валлеса, це високопропускна державна дорога, яка огинає Барселону. Північно-східна автострада AP-2 , яка з'єднує Барселону з Сарагосою, проходить через Леріду, та є другою за кількістю використання.
Дорога С -32 з'єднує Барселону з Ал-Бендрелем тунелями, які обходять природний парк Гарраф. Ця магістраль є найдорожчою в Європі, оскільки на ній є дві плати за проїзд.
Автомагістраль C-25 з'єднує Ріуделлотс-де-ла-Сельва (Жирона) із Сервера (Льєйда), уникаючи Барселони. Він з'єднує Льєйда із Середземноморською автострадою, тобто з Францією та Європою без необхідності проходити через Барселону. Його довжина становить 153 кілометри і відома як «Поперечна вісь».
C-15, відомий як Eix Diagonal,.

### Залізниця

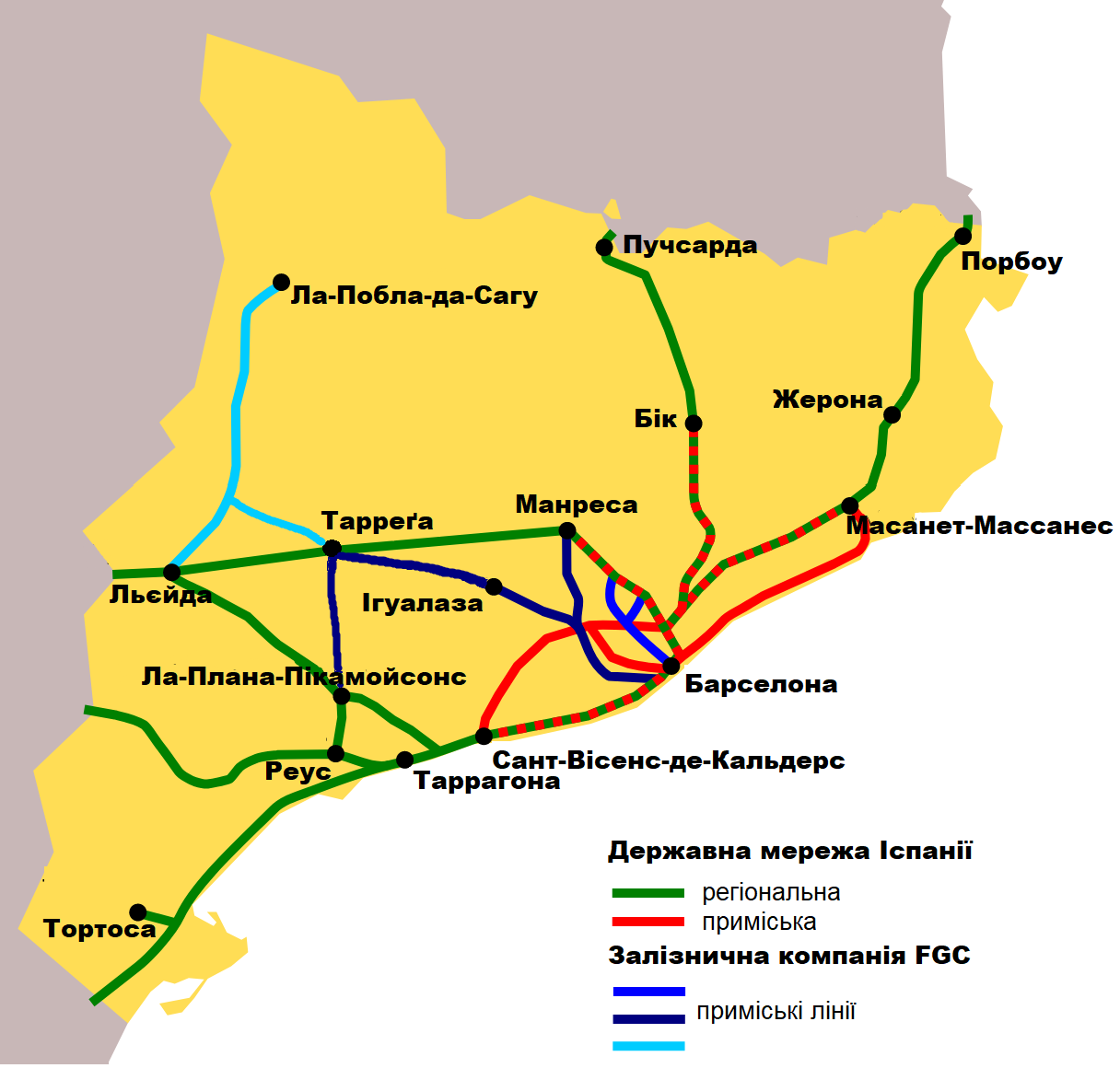
Схема залізниць Каталонії

Каталонія була першою територією Пірінейського півострова, де з'явилася залізниця. 28 жовтня 1848 року було урочисто відкрита лінії між Барселоною та Матаро протяжністю 28,4 км. У наступні роки, до початку  20 століття, було побудовано понад 1000 кілометрів доріг (майже 80 % нинішніх доріг), з кількома маршрутами між головними містами Каталонії та Барселоною. Більшість доріг фінансувалися приватним капіталом промисловців, які хотіли прискорити транспортування своїх вантажів до великого міста.
Зараз, незважаючи на модернізацію поїздів, мережа доріг залишається практично такою ж, як і сто років тому, з дуже централізованою структурою в напрямку Барселони. Двома основними маршрутами є узбережжя, яке з'єднує Францію та Валенсію вздовж узбережжя Каталонії, і маршрут до Сарагоси, який з'єднує Барселону з Лерідою через Манресу .
Власниками залізничних ліній у Каталонії є Державна залізнична мережа Іспанії (Renfe) та компанія «Залізниці Женералітату Каталонії» (FGC) У Каталонії працюють оператори Renfe і .Протяжність мережі Renfe дорівнює 15 000 км. Більша частина з них — з широкою колією (1668 мм), яка є ширшою від Української (1520 мм) і Європейської (1435 мм). Частина мережі, високошвидкісна залізниця AVE, яка має стандартну європейську ширину колії. Високошвидкісна лінія Мадрид — Барселона — кордон з Францією, що належить AVE, має повне навантаження при перевезенні вантажів та пасажирів.
FGC володіє декільками окремими залізницями в Каталонії: приміські та міські електрички у місті Барселона та передмісті, туристичні гірські залізниці та лінії регіональних залізниць. FGC має колії різних розмерів; 600 мм , 1000 мм, 1435 мм та 1668 мм. Більшість ліній є звичайними залізницями, але є дві зубчасті залізниці та чотири фунікулери.
В даний час чотири центра провінцій Каталонії та Фігерас мають станції з високошвидкісним сполученням, що з'єднує Каталонію з Мадридом, Малагою, Севілья та Францією.

### Громадський транспорт

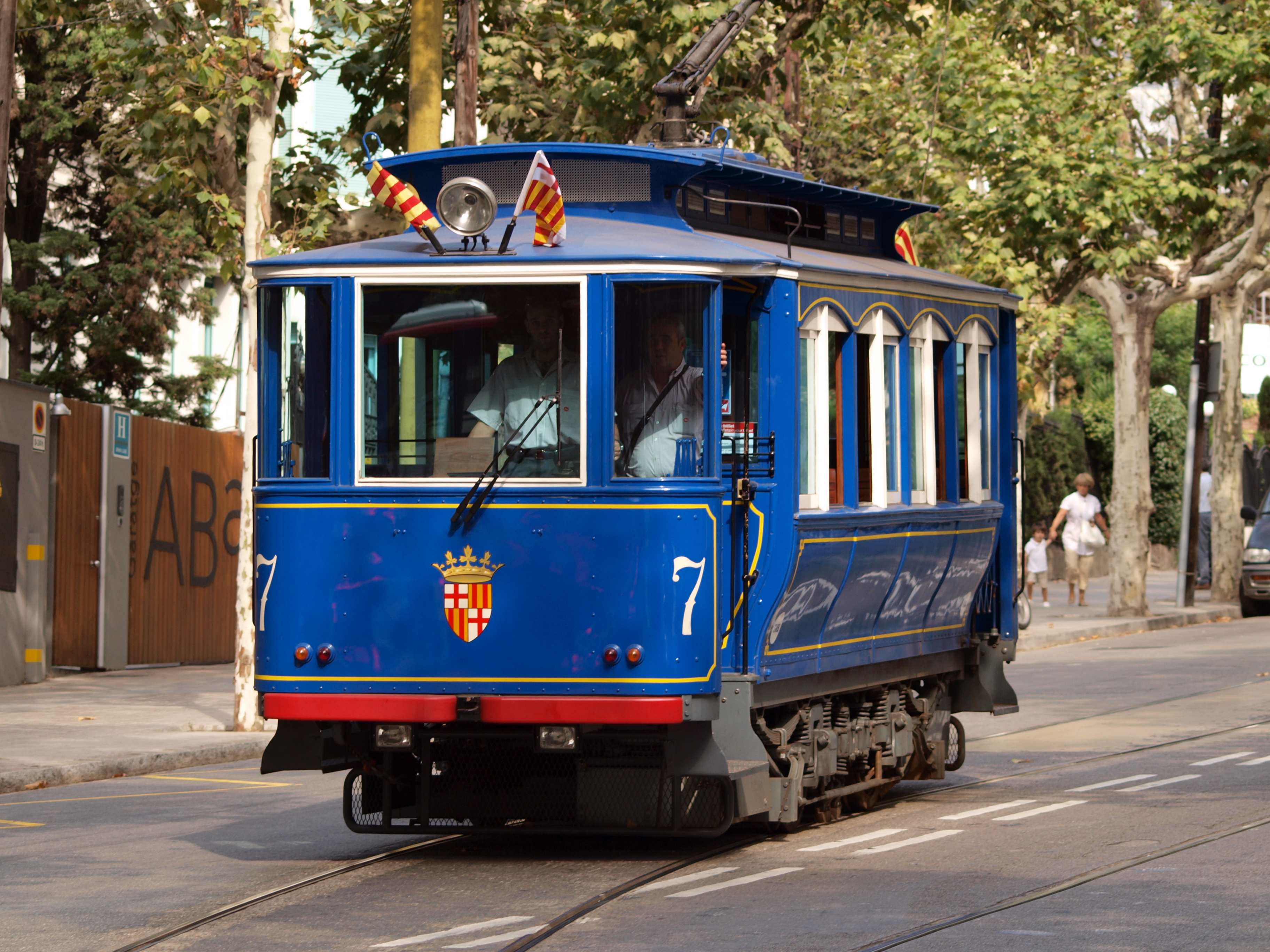
Трамвай Барселони

Єдина мережа метро в Каталонії є у Барселоні. Вона з'єднує міста Барселона, Оспіталет-де-Льобрегат, Курналя-да-Льобрегат, Санта-Кулома-де-Граманет, Бадалона, Сан-Бой-да-Любрагат і Монказа-і-Рашяк. На даний момент працює одинадцять ліній, метро, якими керує компанія «Столичний транспорт Барселони» (TMB) і FGC . У Барселоні працює трамвай, мережа якого складається з шести ліній у двох роз'єднаних мережах.
Що стосується каталонської автобусної мережі, то згідно з даними Женералітату за 2010 рік, Каталонія має понад 300 міських і міжміських автобусних ліній. Міжміські автобусні лінії, які користуються найбільшим попитом у Каталонії, утворять автобусну мережу Interurban Express, яка перевозить 40 % пасажирів в Каталонії.

## Культура

### Національні традиції

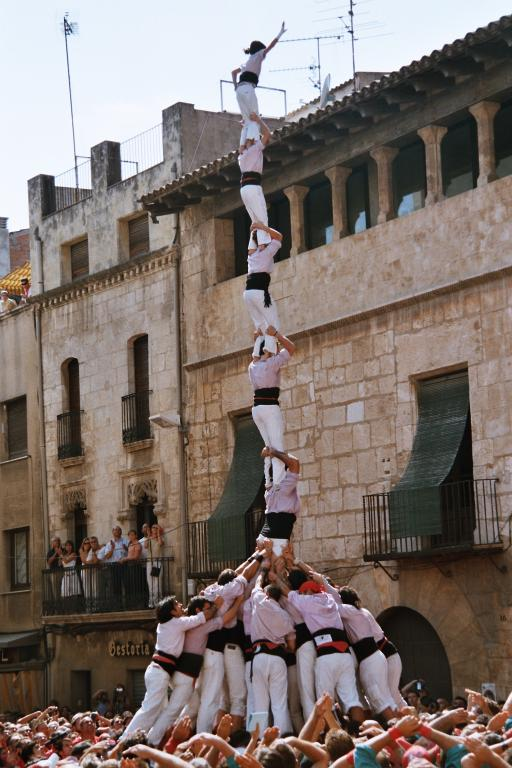
Жива вежа у Таррасі.

Сардана — традиційний каталонський танок. В містах та селищах щосуботи та щонеділі, а також у дні регіональних свят організовуються масові танці сардани на головній площі.
Кастельс — традиція таррагонського походження, яка полягає в утворенні людської вежі, інколи заввишки у 9 людських зростів.
Гуляння в ніч на Сятого Івана (кат. Revetlla de Sant Joan) — загальнокаталонська традиція відзначати 23 червня початок літа, коли в ніч на Св. Івана по вулицях міст палають до самого ранку феєрверки, вогні та вибухають петарди, які, за легендою, відлякують темні сили.

### Каталанська мова
Каталанська мова — мова Західного Середземномор'я, належить до романської групи індоєвропейської мовної родини.
У період з 1979 до 2007 років каталанська мова отримала певний офіційний статус на всіх адміністративних територіях, які є частиною каталанських країн, окрім Ал-Карші та Західної смуги. В Автономній області Каталонія вона є однією з трьох офіційних мов та єдиною «власною (або історичною) мовою» з 1979 р.
Починаючи з XIII ст., каталанська мова називалася по різному на різних територіях. Наразі найпоширенішими є три назви: каталанська (або каталонська), валенсійська (лише в Автономній області Валенсія в Іспанії) та каталанська-валенсійська-балеарська (найчастіше в академічному вжитку).
Із погляду фонетики, лексики та граматики найближчою до каталанської є окситанська мова (з VIII до XIII ст. каталанська мова являла собою діалект окситанської). Перші письмові пам'ятки каталанською зафіксовано раніше, ніж усіма іншими мовами Іберійського півострова, зокрема іспанською та португальською. Каталанську у світі розуміють близько 11,6 млн осіб, за кількістю мовців — це 6 романська мова після іспанської, португальської, французької, італійської та румунської мов.
Існує дві великі групи діалектів — східні (на основі яких створено літературну мову) та західні (на основі південно-західних діалектів кодифіковано літературну мову Автономної області Валенсія).
У каталанській використовують адаптовану латинку, зокрема кілька буквосполучень, які не зустрічаються в інших романських мовах (-ny-, -l∙l-, -ig). Граматика та фонетика каталанської мови має як спільні (зокрема 2 числа та 2 роди у іменника, прикметника та артикля, відмінникова система у займенника), так і відмінні риси (8, а не 7 голосних, як у більшості романських мов, вживання означеного артикля перед іменами) з сусідніми галло-романськими та західно-іберійськими мовами.
Каталанська мова вплинула на сусідні мови, зокрема на іспанську (на приклад, назва колишньої грошової одиниці Іспанії «песета» походить від каталанського peça), у свою чергу лексичний фонд мови збагачено численними запозиченнями з баскійської, германських, окситанської, арабської, іспанської, французької та англійської мов. Основу мови складають слова латинського походження. З каталанської до української увійшли такі слова, як-от паелья та барак.
Каталанська мова регулюється кількома закладами, зокрема Інститутом каталонських студій (який підтримує норму IEC) та Валенсійською мовною академією (яка підтримує норму AVL). У 1985 р. було створено Термінологічний центр (кат. Termcat), який відповідає за розроблення галузевої термінології та випуск словників, а також Консорціум для мовної нормалізації (кат. Consorci per a la Normalització Lingüística), завданням якого є поширення нової термінології та організація мовних курсів. Поряд з зазначеними вище офіційними закладами існують і визнані неурядові організації, які займаються пропагандою каталанської мови, створенням належних умов для її вивчення: найвідомішою є організація «Омніум културал» (кат. Òmnium Cultural), створена у 1961 році.
Рекорд «Книги рекордів Гінесса» з найдовшої у світі промови (124 години без перерви) було встановлено перпіньянцем Люїсом Кулетом. Цю промову було здійснено здебільшого каталанською мовою, її було закінчено 17 січня 2009 р.

### Кухня Каталонії
Її гастрономія, багата і різноманітна, сполучає у собі традиційну кухню внутрішніх і прибережних зон з неповторними стравами з рису і морепродуктів. Серед її вин не можемо не відзначити знамениті в усім світі шампанські («каба» або «кава», кат. cava). А будь-який обід закінчується традиційним десертом, як-от крем-брюле (кат. crema catalana — каталонський крем), приготованим за оригінальним рецептом.
Отже, найвідомішими національними стравами Каталонії є : хліб з помідором по-каталонськи — сільський хліб, натертий помідором та заправлений оливковою олією, печеня «касола» або «гізат», перша гаряча страва «аскуде́лья» (кат. escudella), рибна уха «суке́т» (кат. suquet de peix), домашня ковбаса «бутіфа́рра» (кат. botifarra). Найпопулярніші вина «Панаде́с» (кат. Penedès) та каталонське шампанське «кава» або «каба» (кат. cava).

### Найвидатніші архітектурні пам'ятки
Культурні пам'ятки: театр-музей Далі в м. Фігерас, монастир Монсаррат (кат. Montserrat), римський театр в Таррагоні, архітектура гауді, Храм Святого Сімейства (кат. Sagrada Familia) у Барселоні, численні архітектурні пам'ятки часів римської епохи та середньовіччя.

### Видатні каталонці

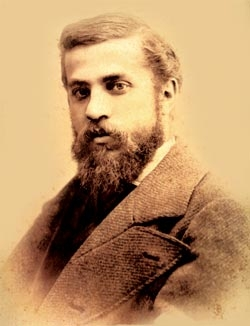
Антоні Гауді, славетний каталонський архітектор, 1852–1926 р.р.

Видатні каталонські архітектори XIX ст.: Антоні Гауді (кат. Antoni Gaudí), Луїс Доменек-і-Монтанер (кат. Lluís Domènech), Жузеп Пуч (кат. Josep Puig).
Видатні митці: Пікассо (жив у Барселоні в 1881—1973 рр.), Жуан Міро (кат. Joan Miró) (1893—1983 рр.), Сальвадор Далі (кат. Салвадо Далі, Salvador Dalí) (1904—1989 рр.), Антоні Тапіес (кат. Antoni Tàpies) (1923—2012 рр.).

## Співпраця Каталонії та України
Про українців у Каталонії та Валенсії див. «Українська Іспанія» // Газета «2000», № 35 (283), 2.09.2005
У 1916 році українські та каталонські націоналісти зустрілися в рамках Третьої конференції народів, організованою Союзом народів у Лозанні (Швейцарія).
Обсяг торговельного співробітництва між Україною та Каталонією у січні-квітні 2006 р. становив 44,6 млн євро, що на 12 % більше, ніж за аналогічний період попереднього року. Український експорт збільшився на 5 % та досяг показника у 18434 тис.євро. До важливих товарних позицій українського експорту до Каталонії слід віднести продукцію агропромислового комплексу України, на яку припадає майже 50 %. На долю металургійного комплексу України припадає 19 % від усього українського експорту до Каталонії; нафти та нафтопродуктів — 9 %; деревини та продукції деревообробної промисловості — до 6 %. На експорт українського текстилю припадає майже 6 % від обсягу постачань до Каталонії, а питома вага продукції хімічної промисловості у загальній структурі експорту становить 5 %. У структурі торгівлі головними позиціями при товарному експорті з Каталонії до України є: машини та устаткування; автомобілі та запчастини до них; фармацевтична продукція та медико-хірургічне обладнання; текстиль; барвники; натуральні вина та фрукти.
Співробітництво між Каталонією та Україною відбувається не тільки у сфері економіки, але й у гуманітарній сфері. Прикладом зацікавленості Каталонії Україною є прийняття 13 червня 2007 р. під час пленарного засідання Парламенту Каталонії Декларації у зв'язку з 75-ю річницею Голодомору в Україні 1932-1933 р.р. У вказаному документі було зазначено, що «Парламент Каталонії засуджує геноцид в Україні 1932-1933 р.р. з боку тоталітарного режиму Сталіна, відомий як Голодомор …». Парламентарі, провівши в тексті Декларації історичні паралелі між Каталонією, яка «також впродовж років була жертвою франкістської диктатури та репресій» й Україною, висловилися за те, «щоб помилки та страхіття минулого не повторилися».

## Цікавинки
- У 1916 році українські та каталонські націоналісти зустрілися в рамках Третьої конференції народів, організованою Союзом народів у Лозанні (Швейцарія)[20].

- Найбільша виставка у світі, присвячена новим розробкам у галузі мобільного зв'язку — «Всесвітній конгрес мобільного зв'язку» під патронатом Асоціації GSM (англ. GSMA Mobile World Congress)[21] — проводиться щорічно у Барселоні. У 2009 р. «Всесвітній конгрес мобільного зв'язку» працюватиме з 16 до 19 лютого, очікується, що Виставковий центр у Барселоні, де проходить «ВКМЗ», відвідає понад 50 тис. осіб[22][23].

- Компанія Microsoft присутня у каталанських країнах вже 15 років як «Microsoft Catalunya, Balears i Comunitat Valenciana». Наразі такі програми та оболонки доступні каталанською мовою: Dynamics CRM 4.0, Microsoft Search Server 2008, Windows Internet Explorer 7, Microsoft 2007 Office system, Microsoft Windows Vista, Microsoft Office 2003, Microsoft Windows XP, Windows Share Point Services 3.0[24].

- Серед програмного забезпечення, перекладеного каталанською мовою, є такі програми та оболонки: Windows Vista та Windows XP (Windows), Ubuntu, Fedora, Office 2007, OpenOffice, Explorer 7, Firefox, Chrome та Opera[25][26].

- Єдиним на сьогодні доменом верхнього рівня, який використовується не для країни, а для мовної та культурної спільноти — а саме для каталаномовних сайтів та сайтів на каталонську тематику — є домен .cat. Офіційно створення домену було схвалено ICANN 16 вересня 2005 р. Цікаво те, що вже подано заявку на домен найвищого рівня для сайтів, пов'язаних з Барселоною — .bcn.

- Недобудований Храм Святого Сімейства у Барселоні є туристичною пам'яткою, яку відвідують більше людей, ніж будь-яку іншу споруду чи музей і в каталанських країнах, і в Іспанії. Газета "Ал Паріодіку да Каталунья" (кат. El Periódico de Catalunya) повідомляла, що у 2006 р. храм відвідало 2,26 мільйони осіб, а це більше, ніж музей Прадо та палац Альгамбра.

- Населення Андорри, яка є частиною каталанських країн, має найбільшу у світі тривалість життя — у середньому 83,5 років (дані станом на 2007 рік).

- У відповідності до звіту Інституту статистики Каталонії, середній річний дохід каталонської родини у 2007 р. склав 27 039 євро, тобто 10 107 євро на одну людину, що на 9,3% вище середнього показника по Іспанії.[27]. Лише 43% каталонських родин характеризують свій дохід як «достатній», 27,2% «зводять кінці з кінцями», 29% «мають певні складнощі». Найгірший стан у тих осіб, які живуть одні, є розведеними та у імігрантів. Бідними є 18,2% родин (середній дохід — 8 184 євро на рік).

- Загальновизнаним є те, що Христофор Колумб народився в Генуї або на Сардинії, однак існують свідчення, що у знаменитого мореплавця було каталонське коріння. Вперше у XVIII ст. це ствердив каталонський історик Пера Серра-і-Пустіус (кат. Pere Serra i Postius) у своїй книзі «Історія Каталонії»[28][29].

- Так само, як і в Україні, гостей у Каталонії вітають хлібом і сіллю[30].

- У Каталонії вино часто зберігають та п'ють не зі звичайної винної пляшки, а з  традиційного прибору, який називається «пурро́» (кат. porró).

- Однією з найвідоміших страв Каталонії є місцева піца, яка називається «кока». На відміну від свого італійського аналога кока може бути не лише овочевою, але і солодкою, зі шматочками помаранча, черешні та дині.

- За однією з версій, назва «майонезу» — соусу, приготованого з рослинної олії, яєць, оцту або лимонного соку та гірчиці, цукру і солі шляхом збивання яєчного жовтка при поступовому додаванні олії — походить від назви міста Мао, що розташоване на о-ві Менорка (Балеарські острови, каталанські країни) в Іспанії.

- Грецьке місто Афіни та прилеглі території (Герцогство Афінське) були включені до Арагонського королівства в 1311 р. Афіни залишалися під управління Каталонської компанії до 1388 р. Офіційною мовою Афін у цей час була каталанська, а офіційної релігією – католицизм. У XIV ст. Парфенон використовувався саме як католицька церква під назвою «Костел Св. Марії».

- Існує легенда, що 14 червня 1808 р., під час битви з французами під містечком Ал-Брук (за часів наполеонівських війн), каталонський хлопець з Санпазо, граючи на барабані, змусив повірити французів у те, що іспанська армія була численнішою, ніж насправді – це призвело до однієї з перших поразок Наполеона і підірвало віру у непереможність французького війська [31].

- Найвища людська вежа, яку було зроблено у Каталонії – це відбулося вперше 22 листопада 1998 р. у м. Тарраса на Старій площі, складалася з 10 ярусів, по 3 людини на кожному ярусі[32]. Після цього рекорд було повторено ще кілька разів.

- На честь регіону названо астероїд 13868 Каталонія.
- Вперше на території Іспанії, в автономній Каталонії був прийнятий закон, який у випадку дискримінації ЛГБТ чи гомофобних атак, загрожує штрафом у розмірі до 14 тисяч євро.[33]